# Mahathir Mohamad
Tun Dr. Mahathir bin Mohamad (født 10. juli 1925) er en malaysisk politiker, som var Malaysias premierminister af to omgange og medlem af Malaysias parlament.
Han sad tidligere på posten fra 1981 til 2003, hvor han og hans regering blev krediteret for Malaysias hastige modernisering og den resulterende vækst i rigdom.
Efter han trådte tilbage som premierminister i 2003 var han en stærk kritiker af sine efterfølgere Abdullah Ahmad Badawi og Najib Razak. Han etablerede et nyt politisk parti i Malaysia i 2016 (Malaysias Forenede Oprindelige Parti), hvor han indtog formandsposten, og i januar 2018 blev Mahathir spidskandidaten for koalitionen Pakatan Harapan til premierministervalget. Ved valget vandt kaolitionen overraskende, og Mahathir blev indsat i embedet som premierminister den 10. maj 2018. I en alder af 92 ved indsættelsen er han den ældste nuværende regeringschef. Han er endvidere den første premierminister i landet, der ikke repræsenterer koalitionen Barisan Nasional samt den første premierminister, der har genindtaget posten som premierminister.
Mahathir er også kendt som en meget diplomatisk person både nationalt og internationalt. Han har stor fortaler for begreberne Det asiatiske værdisæt og ikke mindst Det islamiske værdisæt.
Selvom hans formelle titel er "Yang Amat Berbahagia Tun Dr. Mahathir bin Mohamad", bliver Mahathir ofte kaldt "Dr. M" af sine støtter og af og til også i pressen.

## Galleri
- Mahathir (23. januar 1984)
- Mahathir sammen USA's forsvarsministerium William Cohen (12. januar 1998)
- Mahathir sammen Ruslands præsident Vladimir Putin (5. august 2003)
- Mahathir taler til FN's generalforsamling d. 25. september 2003.
- Mahathir sammen Indiens premierministre Narendra Modi (31. maj 2018)
- Mahathir sammen Filippinernes præsidenter Rodrigo Duterte (15. juli 2018)
- Mahathir sammen USA's udenrigsministre Mike Pompeo (3. august 2018)
- Mahathir sammen Indonesiens præsident Joko Widodo (9. august 2019)
- Mahathir sammen Aserbajdsjans præsident Ilham Aliyev (26. oktober 2019)